# Ramsés (série)
Ramsés, escrita por Christian Jacq e lançada em 1995, é uma série de livros organizados em 5 volumes e que retratam, com caracteres biográficos e fictícios, a vida do Faraó Ramessés II, além dos costumes de vida dos egípcios desta época. A série foi publicada em 29 países e vendeu mais de 12 milhões de exemplares.

## Descrição
Christian Jacq, renomado egiptólogo, retrata com uma linguagem rica e informações baseadas em suas pesquisas a vida de um dos mais conhecidos faraós do Egito. Ele nos remete à aproximadamente 1.200 a.C. descrevendo com precisão de detalhes os alimentos, a higiene, a religião, a burocracia, os remédios e tudo mais relacionado com a vida egípcia da XIX dinastia egípcia.
- O 1º volume, Ramsés - O filho da luz, relata a vida de Ramsés desde sua infância, passando pelos ensinamentos de seu pai, Seti I, o casamento com Nefertari e termina com a morte de seu pai.

- O 2º volume , Ramsés - O templo de milhões de anos, relata a posse de Ramsés, a construção da capital de Pi-Ramessés pelos hebreus, do seu templo Ramesseum e as inúmeras tentativas de Chenar, irmão de Ramsés, de destroná-lo e tornar-se faraó.

- O 3º volume, Ramsés - A batalha de Cadexe, conta a batalha de Ramsés contra os hititas e a fuga de Moisés do Egito.

- O 4º volume, Ramsés - A dama de Abul-Simbel, conta a tentativa de Ramsés em estabelecer um tratado de paz com os hititas, o êxodo hebreu, a construção do templo de Abul-Simbel.

- O 5º e último volume, Ramsés - Sob a acácia do ocidente, conta o casamento de Ramsés com a filha do rei Hitita, a tentativa de revoltosos líbios de invadir o Egito, e termina com a morte de Ramsés aos 89 anos.

## Informações
- Editora: Bertand Brasil
- Tradução: Maria D. Alexandre
- Catalogações: I. Ramsés, Rei do Egito - Ficção. 2. Egito - História - Até 332 a.C. - Ficção. 3. Romance fancês. 5. Série.

- Ramsés - O filho da luz (título original: Ramsès - Le fils de la lumière), 392 páginas, ISBN 85-286-0668-6 (17ª edição)

- Ramsés - O templo de milhões de anos (título original: Ramsès - Le temple des millions d'années), 378 páginas, ISBN 85-286-0697-X (6ª edição)

- Ramsés - A batalha de Kadesh (título original: Ramsès - Le bataille de Kadesh), 378 páginas, ISBN 85-286-0712-7 (9ª edição)

- Ramsés - A dama de Abul-simbel (título original: Ramsès - La dame d'Abou Simbel), 378 páginas, ISBN 85-268-0730-5 (7ª edição)

- Ramsés - Sob a acácia do ocidente (título original: Ramsès - Sous l'Acacia d'Occident), 364 páginas, ISBN 85-268-0739-9 (3ª edição)

## Curiosidades
Apesar de Moisés (personagem bíblico) ser citado na série, há controvérsias se ele de fato foi contemporâneo de Ramsés. De fato existem duas datas propostas para o Êxodo, uma anterior, por volta do ano 1445 a.C., e uma posterior, por volta de 1290 a.C.
A primeira data considera literalmente a declaração em I Reis 6: 1 de que o Êxodo do Egito ocorreu 480 anos antes de Salomão começar a construir o Templo em Jerusalém. Isso ocorreu no quarto ano de seu reinado, por volta de 960 AEC; portanto, o Êxodo dataria de cerca de 1440 AEC. Assim de acordo com essa hipótese Moisés teria vivido entre 1592 a.C. - 1472 a.C enquanto Ramsés reinou entre 1279 a.C. e 1213 a.C, portanto Ramsés não teria vivido na época de Moisés, de acordo com essa hipótese.
Já a segunda data leva em consideração um possível erro de interpretação do autor do Livro de Reis. A tradição judaica acredita que o espaço de tempo entre Moisés e Salomão seja de cerca de 12 gerações, a referência a 480 anos é provavelmente um comentário editorial ou cálculo feito pelo autor do Livro de Reis permitindo 40 anos para cada geração. Visto que uma geração real é de cerca de 25 anos, a data mais provável para o Êxodo, segundo essa hipótese, é de cerca de 1260 AEC.  Se isso for verdade, então o faraó opressor mencionado em Êxodo (1: 2–2: 23) foi Seti I (reinou entre 1290 a 1279 a.C.), e o faraó durante o Êxodo foi Ramsés II (c. 1279– c. 1213 a.C). Resumindo, Moisés (caso tenha sido uma pessoa real) provavelmente nasceu no final do século 14 AEC e o Êxodo ocorreu no contexto histórico do Colapso da Idade do Bronze.